# Дайр-эз-Заур (мухафаза)
Дайр-эз-Заур, также Дейр-эз-Зор (араб. مُحافظة دير الزور‎) — одна из 14 мухафаз на востоке Сирии. Административный центр — город Дайр-эз-Заур. Площадь — 33 060 км², население — 1 239 000 человек (2011 год).

## География
На северо-востоке граничит с мухафазой Эль-Хасака, на северо-западе с мухафазой Эр-Ракка, на юго-западе с мухафазой Хомс, на востоке и юго-востоке с Ираком. С северо-запада на юго-восток мухафазу пересекает река Евфрат — главная водная артерия страны.

## Административное деление
Мухафаза разделена на 3 района:
1. Абу-Камаль
2. Дайр-эз-Заур
3. Эль-Маядин

## Исторические места
- Дура-Эвропос
- Мари
- Залабия
- Терка
- Эр-Рахба

## Ядерная программа
В 2018 году Израиль рассекретил подробности уничтожения оружейного ядерного реактора, строившегося в провинции. По данным армии Израиля, атака имела место 6 сентября 2007 года. В результате бомбового удара ВВС Израиля реактор был полностью разрушен.